# Félix Vallotton
Félix Vallotton (Losanna, 28 dicembre 1865 – Neuilly-sur-Seine, 29 dicembre 1925) è stato un pittore svizzero. 

## Biografia
Félix Vallotton nacque il 28 dicembre 1865 a Losanna. Nel 1882 si trasferì a Parigi, dove seguì i corsi di pittura dell'Académie Julian, in cui conobbe gli artisti che formeranno il gruppo dei nabis. Nel 1885 partecipò per la prima volta al Salon. Tra il 1888 e il 1890 lavorò al Louvre come copista: colpito soprattutto dagli artisti fiamminghi, sviluppò la sua naturale predisposizione per il disegno. Contemporaneamente si dedicò alla xilografia (incisioni su legno) sotto la guida di Charles Maurin e alle illustrazioni per libri e riviste.
Fino al 1890 la sua pittura rimase fedele agli insegnamenti accademici, lontana dai fermenti delle avanguardie del post-impressionismo; tuttavia si riscontra una sua originalità nel disegno rigoroso e nitido che ricorda Edgar Degas. Dopo il 1890, rifiutando la resa atmosferica della realtà propria dell'impressionismo, si legò al gruppo dei nabis, allievi e continuatori di Paul Gauguin. Dai nabis apprese i canoni fondamentali della composizione bidimensionale e dell'arabesco, ma ne rifiutò le ricerche tipiche del simbolismo per volgersi ai temi della vita quotidiana.
Pur ammirando Paul Cézanne, vide soprattutto nell'arte di Henri Rousseau e di Henri de Toulouse-Lautrec un modo per rappresentare con lineare evidenza la cronaca quotidiana; e alla cronaca si rifanno anche molte sue xilografie di ispirazione sociale ed esistenziale, eseguite specialmente dal 1891 al 1898, anni in cui sospese quasi del tutto l'attività pittorica.

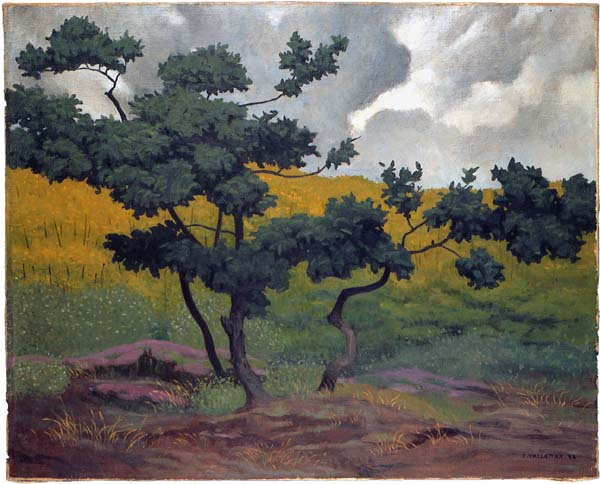
Paysage composé sous-bois (1918).

Tornato alla pittura, Vallotton si dedicò di preferenza agli interni, ai ritratti, ai nudi e ai paesaggi, dove i colori puri e squillanti sembrano anticipare il surrealismo. In questo periodo cominciò ad essere apprezzato e richiesto dai collezionisti, in particolare per le sue numerose nature morte.
Nelle opere di questi anni lo spazio del dipinto è quasi completamente privo di profondità ed è dominato dall'armonia di colori vivi e intensi: queste composizioni sono le più vicine allo stile dei nabis e di Paul Gauguin. Trae inoltre ispirazione dalle nature morte di Paul Cézanne, soprattutto nel gioco di luce e ombra dei panneggi che fanno da sfondo ai fiori e alla frutta; a loro volta, queste tele avranno una grande influenza su Henri Matisse.
Tra il 1908 e il 1913 partecipò a diverse mostre a Mosca, Odessa, Kiev e San Pietroburgo, entrando in contatto con i maggiori collezionisti russi. Durante la prima guerra mondiale si recò al fronte: questa esperienza lo colpì profondamente e lo portò ad eseguire opere cariche di elementi simbolici. Negli ultimi anni di vita alternò i soggiorni a Parigi a lunghi viaggi, soprattutto in Normandia. Morì a Neuilly-sur-Seine il 29 dicembre 1925.
Era parente della disegnatrice Annie Vallotton.

## Contributi letterari
Oltre all'attività di pittore, Vallotton si è dedicato anche alla letteratura. Ha scritto tre romanzi: La vie meurtrière (in Italia pubblicato da Adelphi col titolo La vita assassina) del 1907 e pubblicato postumo nel 1930, Les soupirs de Cyprien Morus e Corbehaut, anch'essi pubblicati postumi nel 1945 e nel 1970 rispettivamente.

## Opere scelte
- La padrona e la serva, 1896
- La stufa, 1900
- Il ratto di Europa, 1908
- Perseo che uccide il drago, 1910
- Honfleur nella bruma, 1911
- La Bianca e la Nera, 1913
- Verdun, 1917
- Andromeda in piedi e Perseo, 1918